# 浅野安吉
浅野 安吉（あさの やすきち、1889年（明治22年）3月 - 没年不詳）は、台湾総督府官僚。

## 経歴
京都府京都市上京区出身。第三高等学校を経て、1915年（大正4年）、東京帝国大学法科大学政治学科を卒業し、同年10月に高等文官試験に合格した。台湾総督府警部、同警視、営林局事務官、殖産局営林所営林課長、殖産局庶務課長を歴任。1924年（大正13年）、欧米諸国に出張した。帰国後、殖産局商工課長を経て、1929年（昭和4年）に高雄州内務部長となった。1931年（昭和6年）、台北州内務部長に転じ、さらに花蓮港庁長に転じた。
1932年（昭和7年）に退官した後は、高雄州青果同業組合副組長、高雄青果株式会社社長、高雄州会議員などを務めた。